# ピアノ協奏曲第3番 (シャルヴェンカ)
ピアノ協奏曲第3番 嬰ハ短調 作品80は、フランツ・クサヴァー・シャルヴェンカが作曲したピアノ協奏曲。初演は1899年、ベルリンにおいて作曲者自身の独奏で行われた。曲はハンガリーのピアニスト、作曲家のラファエル・ヨゼフィに献呈されている。

## 背景
シャルヴェンカは1891年に自作の「ピアノ協奏曲第1番」をメトロポリタン歌劇場の演奏会で演奏し、アメリカデビューを果たしていた。同年、彼は自らの音楽院の分校をニューヨークに設立している。家族とともに過ごしたアメリカでの生活は7年間に及んだが、1898年に彼はベルリンに戻ることになった。「ピアノ協奏曲第3番」の作曲は帰国の途中にも行われ、1899年1月の初演は熱狂的に迎えられている。シャルヴェンカはその後も10回以上渡米し、コンサートツアーを行っている。
「ピアノ協奏曲第1番」では自由な楽曲構成を行い、「ピアノ協奏曲第2番」では伝統的な協奏曲の様式に回帰したシャルヴェンカであったが、この第3番においてはピアノと管弦楽がより一体となり、交響的な作風を押し出している。また、循環主題で全曲の統一を図っている。しかしながら、ピアノは雄弁さを失っていない。

## 楽器編成
ピアノ独奏、フルート2、オーボエ2、クラリネット2、ファゴット2、ホルン4、トランペット2、トロンボーン3、ティンパニ、トライアングル、弦五部

## 演奏時間
約38分

## 楽曲構成
第1楽章: マエストーソ 嬰ハ短調 3/4拍子
序奏なしにホルンがフォルテで第1主題を出し、すぐにこれをピアノが受け継ぐ。この主題は後の楽章でも重要な役割を果たす。様々なエピソードが提示されるが、最も大きく扱われるのは第1主題と関わりのあるホ長調の主題である。楽章中盤に第1主題がピアノのオクターブによる力強い音形を伴って再現されると、規模の大きなカデンツァとなる。その後はそれまでに登場したエピソード群を再現し、最後は第1主題に基づくコーダで嬰ハ短調に終止する。
第2楽章: アダージョ ホ長調 4/4拍子 → アレグロ・ノン・トロッポ 変ニ長調〜嬰ハ短調 3/4拍子
一般的な協奏曲の中間楽章と終楽章にあたる緩やかな部分と急速な部分からなるが、一つの楽章として書かれており、続けて演奏される。ホルンと弦楽器により出された主題をピアノが受け継ぐ。主要主題も第1楽章の主題が変化したものだが、さらに第1楽章で登場した動機が登場するなど関連を印象付ける。アダージョ部の終盤には第1楽章のホ長調の主題がピアノの重音の上に再現され、そのままポーランド舞曲風のアレグロに続く。これまでに続き、ここでもホルンによる冒頭動機をピアノが受け継ぐが、これも第1楽章の主題が変化したものである。カデンツァ風のピアノ独奏部からレチタティーヴォを経て、速度を落とすと変ロ短調の主題が提示されるが、これが十分に歌われるとまた舞曲風の主題に戻る。トライアングルの音も聞かれる。再び独奏部を経て、先ほどと同じ主題が嬰ハ短調で現れる。これが終わるとそのまま嬰ハ短調で第1楽章の第1主題が再現され、嬰ハ短調のまま第1楽章と同じ形で全曲を閉じる。